# Plonéis
Plonéis (bretonisch Ploneiz) ist eine französische Gemeinde im Département Finistère mit 2.405 Einwohnern (Stand 1. Januar 2022).

## Geographie
Der Ort befindet sich im Südwesten der Bretagne nahe der Atlantikküste bei Douarnenez.
Quimper liegt acht Kilometer südöstlich, Brest 46 Kilometer nördlich und Paris etwa 500 Kilometer östlich (Angaben in Luftlinie). Südlich des Ortes entspringt der Fluss Goyen, ganz im Süden des Gemeindegebietes das Flüsschen Corroac’h.

## Verkehr
Bei Quimper befinden sich die nächsten Abfahrten an der Schnellstraße E 60 (Brest-Nantes) und ein Regionalbahnhof an der überwiegend parallel verlaufenden Bahnlinie. 
Der Bahnhof von Brest ist Endpunkt des TGV Atlantique nach Paris und die Flughäfen Aéroport de Brest Bretagne nahe Brest und Aéroport de Lorient Bretagne Sud bei Lorient sind die nächsten Regionalflughäfen.

## Bevölkerungsentwicklung
| Jahr                       | 1962 | 1968 | 1975 | 1982 | 1990 | 1999 | 2006 | 2017 |
| Einwohner                  | 946  | 936  | 1161 | 1373 | 1426 | 1417 | 1687 | 2425 |
| Quellen: Cassini und INSEE |      |      |      |      |      |      |      |      |

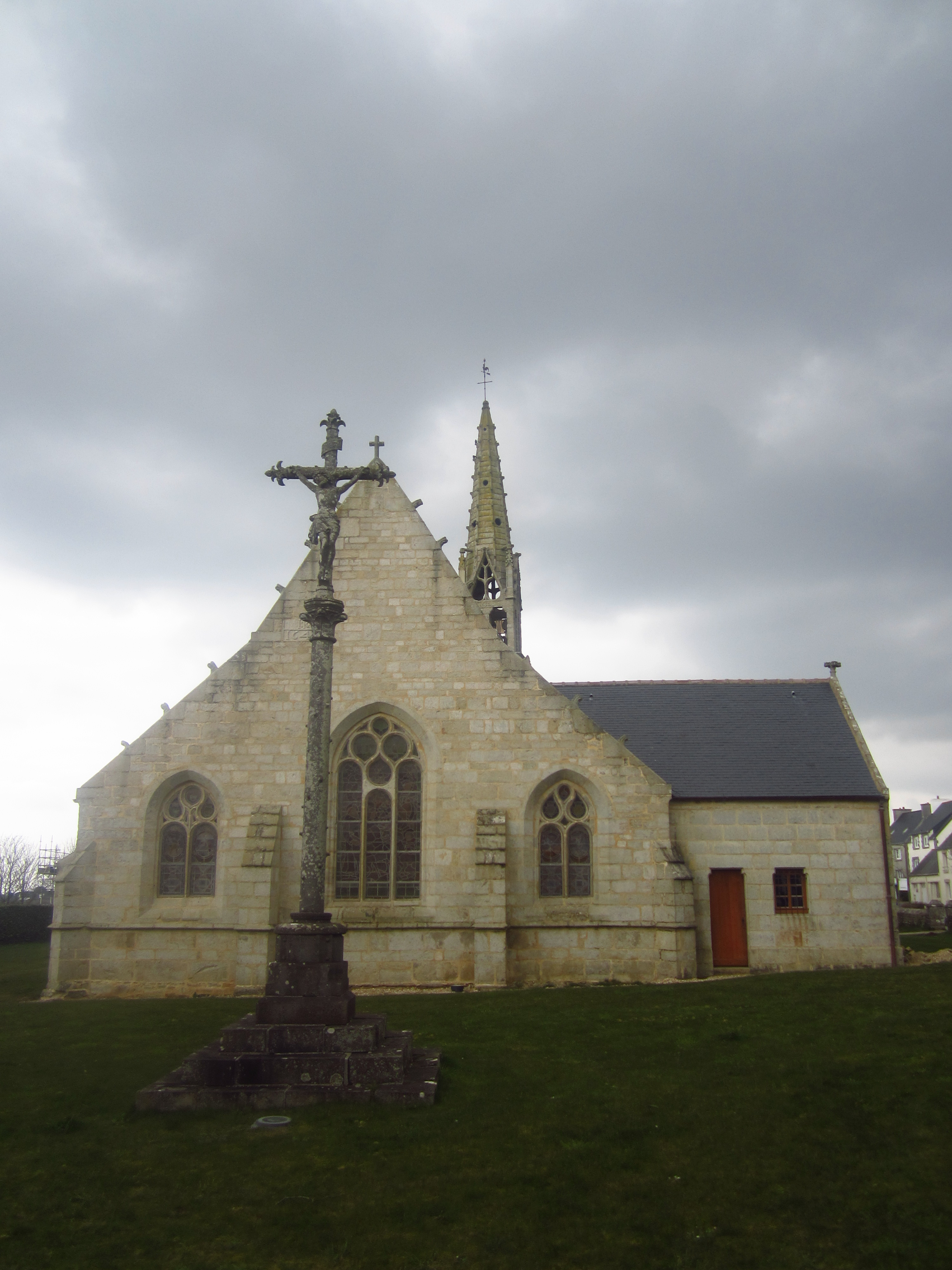
Kirche Saint-Gilles
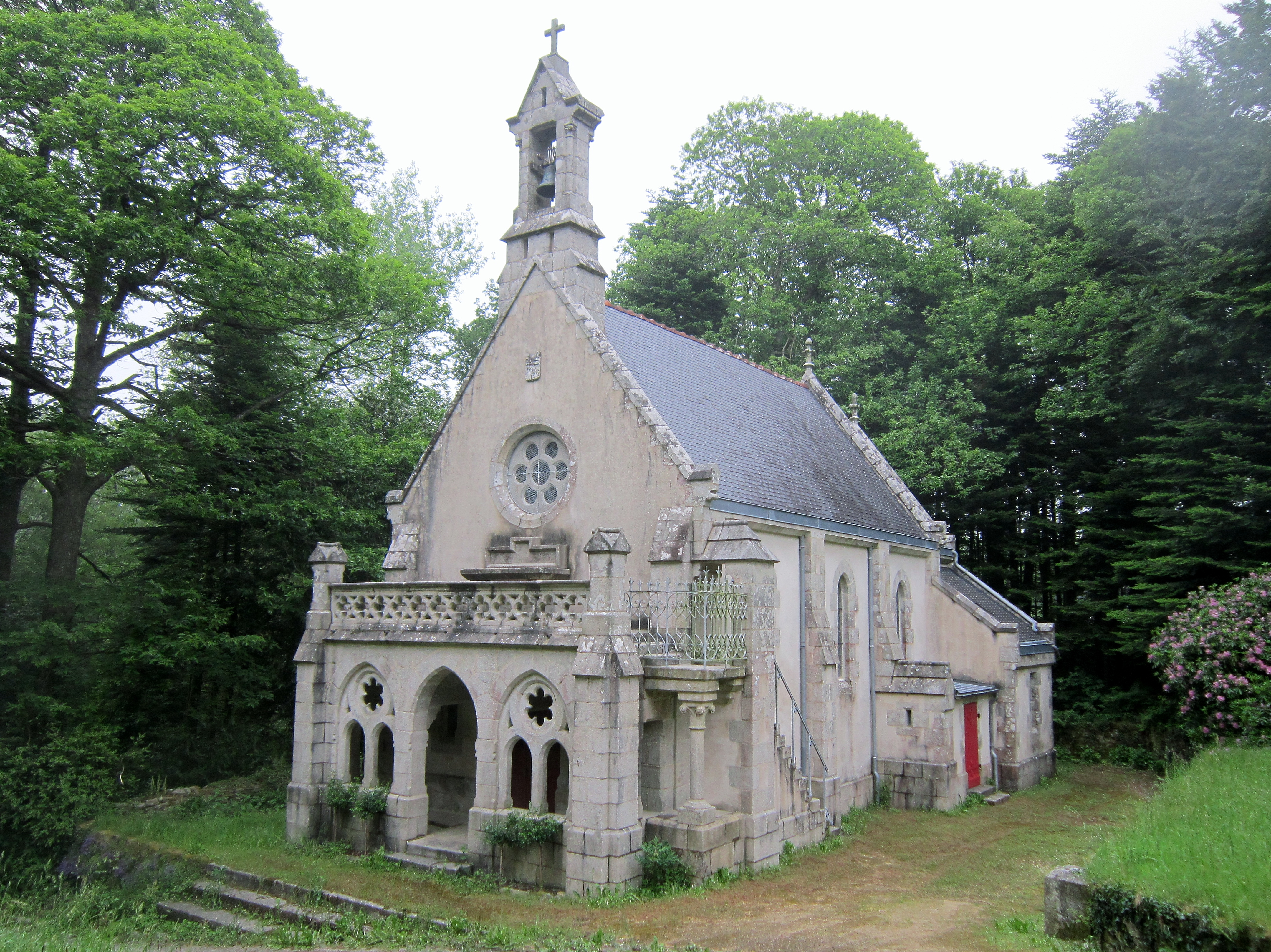
Kapelle Sainte-Anne
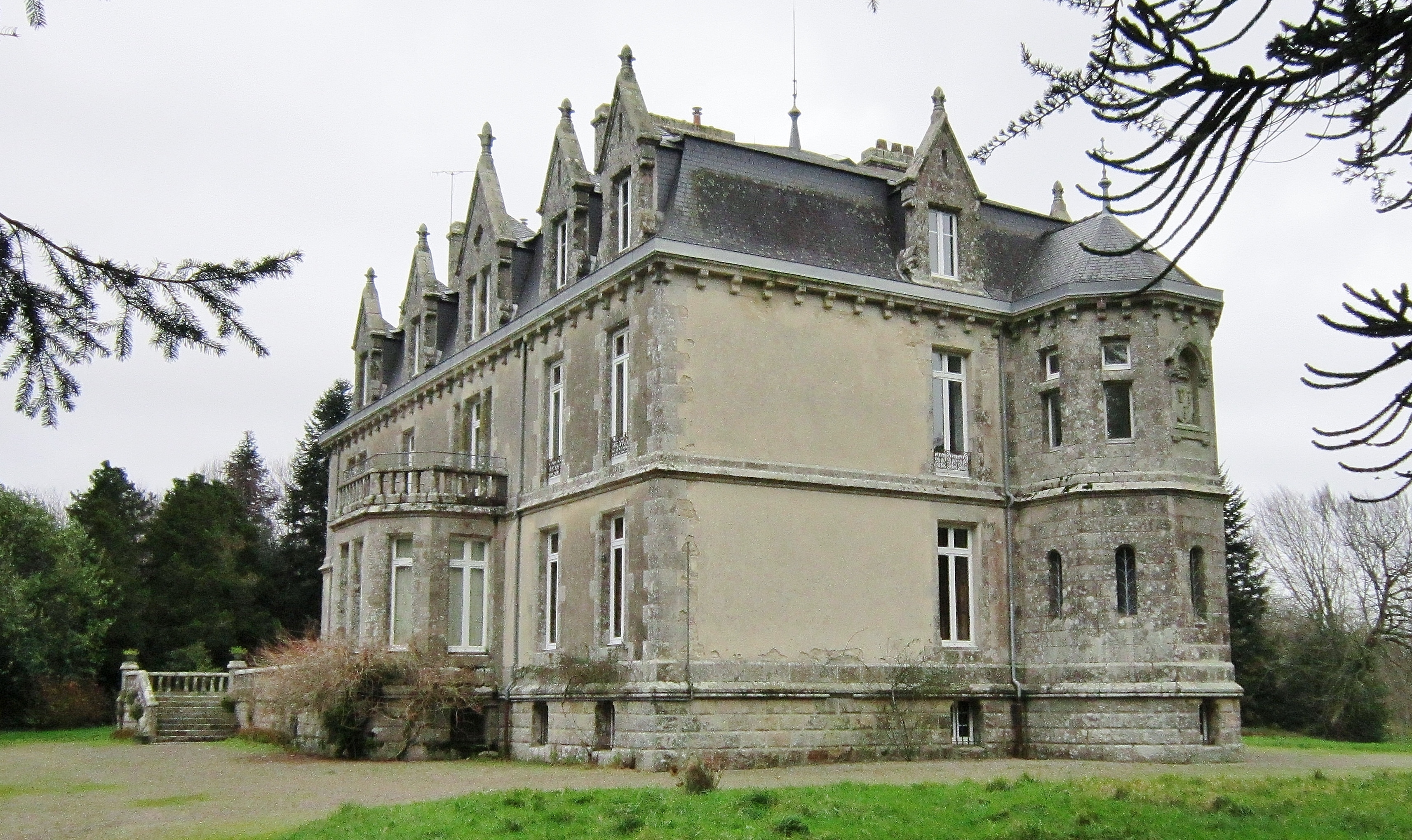
Schloss Marhallac'h